# Alien Encounter
ExtraTERRORestrial Alien Encounter ou simplement Alien Encounter était une attraction du Magic Kingdom à Walt Disney World Resort. Elle a été conçue pour remplacer Mission to Mars.
En raison du succès du troisième film d'Alien en 1992, les Imagineers ont conçu avec l'aide de George Lucas une attraction utilisant des thèmes assez proches. 
Elle fut inaugurée le 20 juin 1995, lors de la cérémonie du Nouveau Tomorrowland du Magic Kingdom.
L'attraction fut fermée le 12 octobre 2003 et remplacée par Stitch's Great Escape! le 16 novembre 2004. Le motif invoqué était le manque de succès principalement auprès des adolescents et parfois des adultes à cause de certaines séquences effrayantes.

## Synopsis
Le spectacle se déroule dans un univers où la société X-S Tech produit des technologies expérimentales. Les visiteurs sont invités à découvrir l'une d'entre elles. Dans l'avant-spectacle, S.I.R.(pour Simulated Intelligence Robot), un robot-vendeur de X-S tech présente le tout nouveau téléporteur interplanétaire de la société. Un petit extraterrestre nommé Skippy est utilisé pour la démonstration. Mais la démonstration ne finit pas comme prévu et Skippy est "légèrement altéré" par l'expérience.

Le visiteur est alors invité à entrer dans une large salle circulaire constituée de sièges entourant un grand tube transparent (le "téléporteur"). Après s'être harnachés à leur siège, la démonstration se poursuit. Les problèmes continuent puisqu'un alien, inspiré des xénomorphes, apparaît dans le tube puis s'échappe dans la salle. Les effets spéciaux font en sorte que le monstre parcoure la salle dans l'obscurité. De l'air et de l'eau sont projetés sur les visiteurs et des effets de lumière rendent le spectacle très impressionnant.

## L'attraction
Alien Encounter était un spectacle de science-fiction et de suspense se déroulant dans une salle de cinéma circulaire, intensifié pour les visiteurs grâce aux audio-animatronics, et à de nombreux effets lumineux, mécaniques, sonores et même aquatiques.
L'attraction était suffisamment redoutable pour qu'un panneau d'avertissement soit installé à l'entrée déconseillant la participation aux personnes sensibles et aux enfants.
Les principales différences entre la première version et la seconde étaient le renforcement des effets spéciaux terrifiants et le nouvel audio-animatronic de l'avant-spectacle nommé TOM 2000 (pour Technobotic Oratorical Mechanism Series 2000), dont la voix était faite par Phil Hartman.
- Ouverture : 20 juin 1995[1]
  - Soft opening (ou première version) : 16 décembre 1994
- Fermeture : 11 octobre 2003[2]
- Taille minimale requise pour l'accès : 1,22 m
- Places : 162
- Durée : 18 min
- Type d'attraction : Cinéma assis avec effets spéciaux
- Situation : 28° 25′ 07″ N, 81° 34′ 47″ O
- Attractions précédentes
  - Flight to the Moon 24 décembre 1971 à 1975
  - Mission to Mars 7 juin 1975 au 4 octobre 1993
- Attractions suivantes :
  - Stitch's Great Escape! 16 novembre 2004 à aujourd'hui

### Distribution
- Tyra Banks joue le rôle de l'extra-terrestre femelle qui accueille les visiteurs dans le vidéo de l'avant-spectacle. Toutefois sa voix a été remplacée par celle d'une autre actrice.
- L'audio-animatronic S.I.R. (Simulated Intelligence Robotics) dans la seconde partie de l'avant-spectacle possède la voix de Tim Curry. Dans la version originale, c'est Phil Hartman qui double ce personnage.
- Jeffrey Jones : L.C. Clench, PDG de X-S Tech
- les 2 employés responsables de la démonstration de téléportation :
  - Kevin Pollak : Spinlok
  - Kathy Najimy : Dr. Femus

## Promotion
Un documentaire d'une heure au sujet des ovnis et de leur possible origine extraterrestre fut diffusé en mars 1995 sur la chaîne Disney, dans seulement cinq villes américaines. Ce documentaire très complet passe en revue près de 50 ans d'observations d'ovnis et traite également du phénomène des enlèvements par les extraterrestres. Intitulé « Alien Encounters from New Tomorrowland », il prend le parti de l'hypothèse extraterrestre comme une explication concluante du phénomène et s'achève par la présentation de l'attraction Alien Encounter.

## Commentaires
- L'attraction ouvrit une première fois le 16 décembre 1994, mais après la visite de Michael Eisner alors PDG de Disney, elle fut fermée en janvier 1995. Les modifications demandées par Michael Eisner ont été estimées à près de 60 millions de $ et repoussèrent de 6 mois son inauguration définitive.
- Les effets spéciaux sonores stéréos ont été conçus par Walt Disney Imagineering et George Lucas.
- D'après Internet reports, l'attraction devait contenir la créature vedette du film Alien (1979) mais étant trop effrayante, elle aurait été retirée. Toutefois elle est présente dans l'attraction The Great Movie Ride des Disney-MGM Studios
- Un jeu vidéo nommé Invasion! An ExtraTERRORestrial Alien Encounter était présent dans la salle DisneyQuest de Walt Disney World Resort. Toutefois le jeu n'avait qu'une lointaine ressemblance avec l'attraction.
- En l'honneur de George Lucas (co-créateur), une brève image de Dark Vador apparaît dans la séquence de scannérisation des visiteurs.
- En hommage à l'attraction, le personnage de Skippy, un petit extra-terrestre est présent dans la salle de l'avant spectacle de Stitch's Great Escape!.